# 加東警察署
加東警察署（かとうけいさつしょ）は、兵庫県加東市社にある、兵庫県警察本部東播方面に属する警察署である。署長の階級は警視。2015年11月2日、小野警察署新設にともない社警察署から加東警察署に改称された。

## 管轄区域
- 加東市

## 所在地
- 兵庫県加東市社字西柿528番地2

## 沿革
- 1883年7月：明石警察署の管轄であった加東郡社・天神・小野の各警察分署を北条警察署の管下に置く。
- 1885年4月：北条警察署社警察分署管内の15ヶ村落を割き大門警察分署を加東郡福田村大門に設置。
- 1889年：北条警察署大門警察分署を社警察分署に併合。
- 1891年3月：北条警察署大箸警察分署廃止。　この時点で、北条警察署は加西郡1町10村・多可郡10村・加東郡15村の計1町35村、即ち現在の加西市・西脇市・小野市・加東市・多可郡の4市1町区域に於いて、北条の本署と中村・比延・和泉・社・天神・小野の6分署を管轄。
- 1893年12月：多可郡中村中村町に多可郡10村を管轄する中村警察署、加東郡社村社に加東郡15村を管轄する社警察署を設置することに伴い、北条警察署の管轄区域は加西郡1町10村のみとなる。
- 1907年：兵庫県警察部が社警察署設置。
- 1912年6月1日：社村が町制施行、管轄区域が1町14村となる。
- 1915年5月1日：小野村が町制施行、管轄区域が2町13村となる。
- 1925年4月1日：滝野村が町制施行、管轄区域が3町12村となる。
- 1948年：警察法施行により国家地方警察兵庫県本部発足　加東地区警察署に改称。
- 1954年3月31日：加茂村が滝野町と合併し滝野町となる、管轄区域が3町11村となる。
- 1954年：警察法改正による自治体警察と国家地方警察の統合により兵庫県警察発足　兵庫県社警察署に改称。
- 1954年12月1日：小野町と河合村・来住村・市場村・大部村・下東条村が合併・市制施行し小野市となる、管轄区域が1市2町6村となる。
- 1955年3月31日：社町と福田村・上福田村・米田村・鴨川村が合併し社町、中東条村・上東条村が合併・町制施行し東条町となる、管轄区域が1市3町となる。
- 2006年3月20日：社町・滝野町・東条町が合併・市制施行し加東市となる、管轄区域が2市となる[1]。
- 2007年：小野警部派出所を小野警視派出所に改組。所長の階級を警部から本署の署長と同じ警視に変更。
- 2010年1月30日：社警察署管内のうち、都市化の進む小野市に小野警察署の設置を検討。
- 2015年11月2日：小野市を管轄とする小野警察署新設にともない、管轄区域は加東市1市のみとなり、兵庫県加東警察署に改称[2]。

## 交番
- 社交番（加東市社528-2）
- 滝野交番（加東市上滝野801-4）

## 駐在所
- 福田駐在所（加東市東古瀬783）
- 上久米駐在所（加東市上久米289-1）
- 三草駐在所（加東市上三草952-1）
- 高岡駐在所（加東市高岡817-6）
- 吉井駐在所（加東市吉井767-2）
- 天神駐在所（加東市天神565-1）
- 秋津駐在所（加東市秋津671-2）